# 永隆 (唐朝)
永隆（680年八月—681年九月）是唐高宗李治的第十一個年号。共计1年余。
因避讳唐玄宗李隆基的名字，唐朝人多称永崇。

## 改元
- 調露二年——八月二十三日，改元永隆元年。[3][4][5]
- 永隆二年——九月三十日，改元開耀元年。[6][7][8]

## 纪年
| 永隆 | 元年  | 二年  |
| ---- | ----- | ----- |
| 公元 | 680年 | 681年 |
| 干支 | 庚辰  | 辛巳  |

## 參看
- 中國年號索引
- 其他使用永隆年號的政權

## 引用
1. ↑  李崇智，《中國歷代年號考》，第99頁。
2. ↑  顧炎武.  . 维基文库.「唐中宗諱顯，玄宗諱隆基，唐人凡追稱高宗顯慶年號多云『明慶』，永隆年號多云『永崇』。」
3. ↑  劉昫.  . 维基文库.「〔調露二年八月〕乙丑，立英王哲為皇太子。改調露二年為永隆元年，赦天下，大酺三日。」
4. ↑  歐陽脩.  . 维基文库.「〔永隆元年八月〕乙丑，立英王哲為皇太子，大赦，改元，賜酺三日。」
5. ↑  司馬光.  . 维基文库.「〔永隆元年八月〕乙丑，立左衛大將軍、雍州牧英王哲為皇太子，改元，赦天下。」
6. ↑  劉昫.  . 维基文库.「〔永隆二年〕冬十月丙寅朔，日有蝕之。乙丑，改永隆二年為開耀元年。」
7. ↑  歐陽脩.  . 维基文库.「〔開耀元年〕九月丙申，有彗星出于天市。壬戌，裴行儉俘突厥溫傅可汗、阿史那伏念以獻。乙丑，改元，赦定襄軍及諸道緣征官吏兵募。」
8. ↑  司馬光.  . 维基文库.「〔開耀元年十月〕壬戌，裴行儉等獻定襄之俘。乙丑，改元。」

| 前一年號： 調露 | 唐朝年号 680年－681年 | 下一年號： 开耀 |